# Matteo Lignani
Matteo Lignani, född 7 september 1991 i Città di Castello i Perugia, är en italiensk fotbollsspelare som spelar för Perugia.

## Karriär
Lignani inledde karriären i Perugias ungdomssystem innan han sommaren 2008 värvades till Livornos primaveralag. 9 maj 2010 debuterade Lignani för klubbens a-lag i hemmamatchen mot Lazio. I januari 2011 provspelade Lignani med engelska storklubben Chelsea FC men utan att erbjudas kontrakt .
Inför säsongen 2011-2012 fann Lignani för första gången på allvar med i Livornos a-trupp, men en skada tidigt på hösten spolierade hela säsongen och Lignani fick endast göra ett inhopp, sent under våren 2012. Sent i augusti lånades Lignani ut till rumänska mästarlaget CFR Cluj. Efter att inte ha fått spela alls för Cluj blev Lignani i mars 2013 klar för schweiziska SC Kriens.
I september 2013 skrev Lignani på ett treårskontrakt med Varese. Kontraktets bröts dock efter bara ett år och Lignani verkade istället nära en övergång till spanska Getafe. Den affären gick dock om intet och i stället skrev Lignani på ett tvåårskontrakt med Perugia.